# Капеллен-Друсвайлер
Капеллен-Друсвайлер (нім. Kapellen-Drusweiler) — громада в Німеччині, розташована в землі Рейнланд-Пфальц. Входить до складу району Південний Вайнштрассе. Складова частина об'єднання громад Бад-Бергцаберн.
Площа — 5,77 км2. Населення становить 972 ос. (станом на 31 грудня 2020).

## Галерея

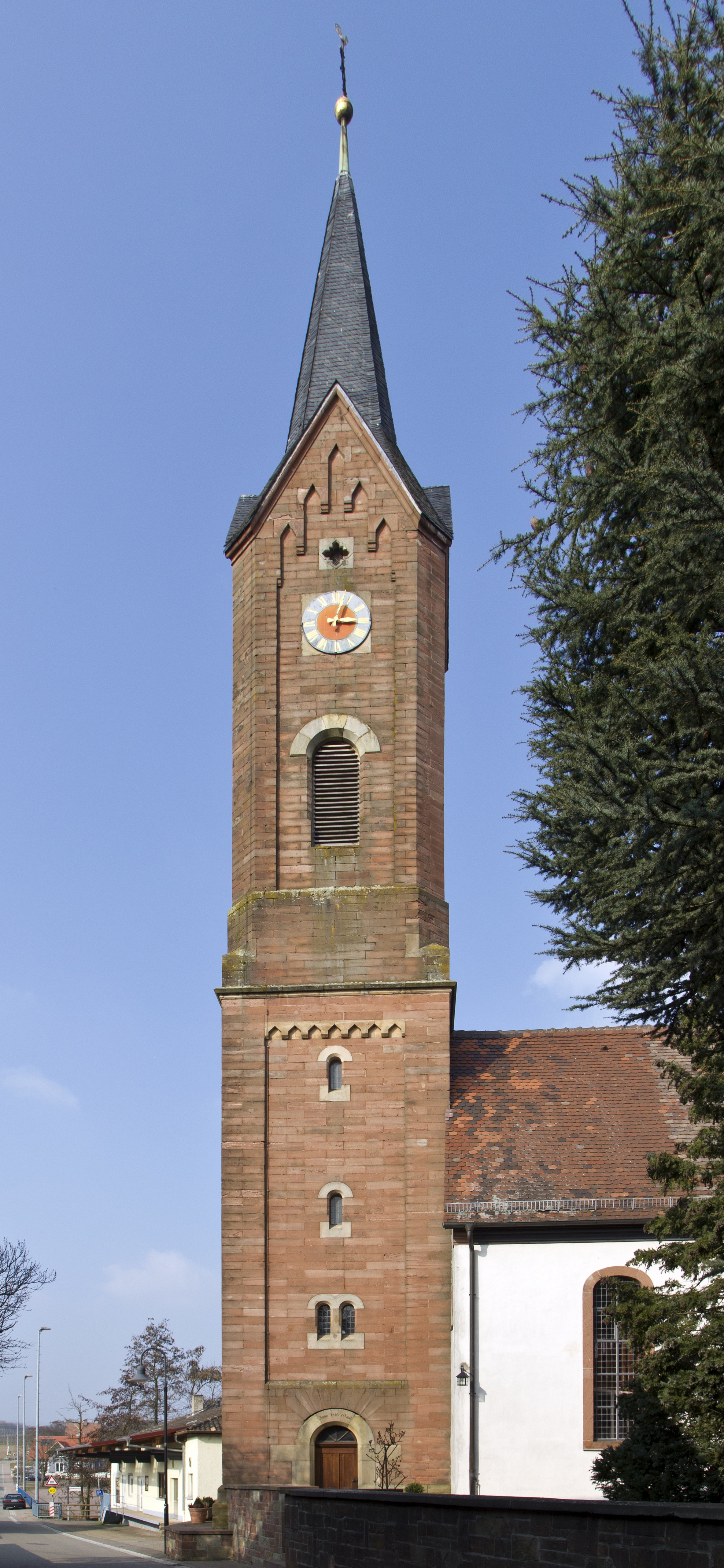